# HMS Indefatigable (1909)
La HMS Indefatigable fu un incrociatore da battaglia della Royal Navy, prima nave dell'omonima classe. Fu essenzialmente una versione allungata della Invincible, con spazio aggiuntivo a metà nave per permettere alle torrette "P" e "Q" di far fuoco sia a sinistra che a dritta.
Alla sua entrata in servizio entrò a far parte del 1st Cruiser Squadron ("1º Squadrone incrociatori") che, nel gennaio 1913, venne rinominato
1st Battlecruiser Squadron ("1º Squadrone incrociatori da battaglia"). Nel dicembre 1913 venne trasferito nel Mar Mediterraneo dove servì nel
2nd Battlecruiser Squadron ("2º Squadrone incrociatori da battaglia") e nell'agosto 1914 prese parte alla caccia al Goeben e al Breslau. Il 3 novembre partecipò al bombardamento di Capo Helles. Dopo un periodo di manutenzione e miglioramento a Malta, si unì nel 1915 alla Grand Fleet a Scapa Flow.
Come parte del 2nd Battlecruiser Squadron al comando del capitano Charles Fitzgerald Sowerby partecipò alla Battaglia dello Jutland del 31 maggio 1916, dove venne colpito dai proiettili da 280 mm della Von der Tann. Due proiettili colpirono la riserva della torre "X" a poppa, facendo esplodere le cariche di cordite e causando falle nello scafo che obbligarono la nave a rallentare ed uscire di formazione con la poppa parzialmente allagata e completamente avvolta dal fumo. Così menomata fu centrata da altri colpi affondando rapidamente e portando con sé 1.017 uomini di equipaggio sui 1019 imbarcati.
Il relitto della nave è stato localizzato definitivamente solo nel 2001 ad 85 anni dal suo affondamento. Risultano tuttavia testimonianze di un precedente ritrovamento, risalente circa al 1958. Dallo stato del relitto, distrutto al punto da non essere riconoscibile come una nave, si è dedotto che la HMS Indefatigable non affondò solo per le falle a poppa ma che ci fu almeno un'altra grossa esplosione (probabilmente innescata dagli incendi o da altri colpi a bordo) che distrusse lo scafo e che giustifica anche l'alto numero di vittime tra l'equipaggio.
Risulta che il relitto sia stato più volte "visitato" da cercatori di souvenirs o di materiali da recuperare, nonostante esso sia ufficialmente classificato come "cimitero di guerra".